# تعلم جوال

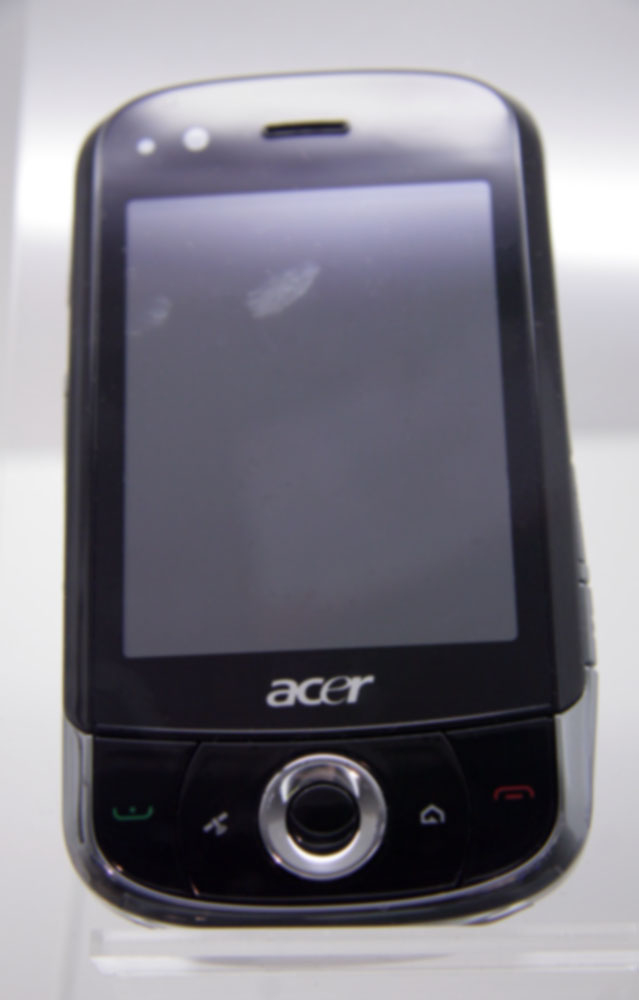
الهواتف الذكية هي واحدة من المنصات المستخدمة في التعلم الجوال.

التعلم بواسطة الأجهزة المحمولة هو مصطلح لغوي جديد يشير إلى استخدام تكنولوجيا المعلومات المحمولة، مثل المساعد الرقمي الشخصي (PDA)، والهواتف المحمولة وأجهزة الكمبيوتر الشخصي والكفي وملحقاتها مثل: مشغلات الـ أم بي 3، أم بي 4 (MP4) في عملية التعليم. هذا الأسلوب متعلق إلى حد كبير بالتعليم الإلكتروني والتعليم عن بعد. هذه التكنولوجيا بالإضافة إلى الإنترنت أصبحت ضرورة للعملية التعليمية والتعلمية، لإنتشار التكنولوجيا وفعاليتها وسهولة استخدامها والتعامل معها أكثر من التعليم والتعلم التقليدي. فالتكنولوجيا تستطيع أن تقوم بدور التعلم والتعليم التقليدي الذي يعجز حتى عن محاكاة دور التكنولوجيا، وهذا ما أثبته التطور التكنولوجي والمتسارع في أيامنا
يركز هذا المصطلح على استخدام التقنيات المتوفرة بأجهزة الاتصالات اللاسلكية لتوصيل المعلومة خارج قاعات التدريس. حيث وجد هذا الأسلوب ليلائم الظروف المتغيرة الحادثة بعملية التعليم التي تأثرت بظاهرة العولمة. مصطلح التعلم الجوال، أو «التعليم المتنقل»، له معاني كثيرة في المجتمعات المختلفة.وبالرغم من ارتباطه بالتعليم الإلكتروني والتعليم عن بعد، إلا إنه يركز على التعلم في جميع السياقات والتعلم من خلال الأجهزة المحمولة. تعريف واحد للتعلم النقال هو: أي نوع من التعلم الذي يحدث عندما لا يكون المتعلم في موقع ثابت ومحدد قبلا، أو التعلم الذي يحدث عندما يستفيد المتعلم من فرص التعلم التي تتيحها التقنيات النقالة. وبعبارة أخرى فإن التعليم الجوال يقلل من التقييد في موقع التعلم بالتنقل الذي تتيحه الأجهزة المحمولة الشائعة.
ويشمل المصطلح: التعلم باستخدام التقنيات المحمولة بما في ذلك -ولكن لا تقتصر- على أجهزة الكمبيوتر المتنقلة، ومشغلات MP3، وأجهزة الكمبيوتر المحمولة والهواتف المحمولة. التعلم الجوال يركز على أن يكون المتعلم متنقلا، ويتفاعل مع التقنيات المحمولة، ويعكس التركيز على كيفية قيام المجتمع ومؤسساته باستيعاب ودعم الأجهزة المحمولة والتي تتزايد.
وتستند تعريفات التعلم النقال إلى ثلاثة أبعاد، وهي كالآتي:
البعد الأول: تعريف التعلم النقال بالاستناد إلى التعلم الإلكتروني.
البعد الثاني: تعريف التعلم النقال بالاستناد إلى بعد تكنولوجيا الاتصالات والمعلومات.
البعد الثالث: تعريف التعلم النقال بالاستناد إلى بعد التعلم عن بعد.
التعليم الجوال مناسب من حيث أنه يمكن الوصول إليه من أي مكان تقريبا. وهو مثل غيره من أشكال التعليم الإلكتروني، وهو أيضا تعاوني، ويحقق التبادل الفوري تقريبا بين كل شخص يستخدم نفس المحتوى، مما يؤدي إلى استقبال ردود الفعل الفورية والنصائح. ويحقق انتشارًا قويًا عن طريق الاستعاضة عن الكتب والمذكرات ب «ذاكرة الوصول العشوائي» RAMs ، والتي تكون مليئة بمحتويات التعلم المصممة. وبالإضافة إلى ذلك، هو من البساطة استخدامه للحصول على تجربة أكثر فعالية ومسلية.

## نبذة تاريخية
قبل 1970s
يمكن القول إن المرحلة الأولى من التعلم النقال تعود إلي عام 1901 عندما أصدر ينغوافون سلسلة من الدروس في اللغة على اسطوانات سمعية. وأتبع ذلك بعدة سنوات عندما تحسنت التكنولوجيا، ليتم استخدام أشرطة الكاسيت المضغوطة، والشريط ذو 8 مسارات، والأقراص المدمجة.
1970s و 1980s

## الاستخدام
إن انتشار الهاتف المحمول وأجهزة الكمبيوتر الكفي وبأسعار معقولة أكثر من أجهزة الكمبيوتر العادية، وارتباطها بالانترنت ولأنه أصبح من الصعب جدا التخلي عنها، جعلها تعتبر من أهم وسائل التعليم التقنية، ما أفسح المجال للمؤسسات التعليمية وللمتعلم نقل المعلومات بسهولة كبيرة واستثمار أكبر قدر من الوقت في عملية التعليم والتعلم. لم يعد يخفى على أحد أن معظم الأجهزة المحمولة مفيدة في مجال التعلم والإدارة والتنظيم بالإضافة لكونها وسائل تعليمية للمعلمين. تبقى هناك عيوب في استخدامها متمثلة في أن أغلب الهواتف المحمولة ذات شاشات صغيرة، محدودية قدرات التخزين، محدودية قدرات البطارية وسهولة فقدانها والتي قد تتسبب بفقدان المعلومات.

## الفرق بين التعلم الإلكتروني والتعلم النقال
هُناك علاقة وطيدة بين التعلم الإلكتروني والتعلم النقال؛ حيث يشير التعلم الإلكتروني إلى مجموعة كبيرة من التطبيقات والعمليات التي تتضمن التعلم القائم علي (الكمبيوتر، الويب، الفصول الافتراضية)؛ فتعريفه يشير إلى تسليم المحتوى والتفاعل معه بجميع الوسائط الرقمية والتي تتضمن الإنترنت، والأقمار الصناعية، والبث المباشر والتلفزيون الرقمي، والأسطوانة التعليمية وغيرها، والتي تعد جميعها من وسائط التكنولوجيا الحديثة التي يمكن استخدامها وتوظيفها في الخدمة للتعليم عن بعد؛ حيث يعد التعليم الإلكتروني أحد أنماط التعلم عن بعد والذي يأتي كأحد أنماط التعلم المرن، ويأتي التعلم النقال داخل هذه المنظومة على أنه نوع من التعلم الإلكتروني ولكنه يحدث من خلال الأدوات المحمولة أو النقالة؛ فالتعلم النقال يشير إلى أنه أحد أنواع التعليم الإلكتروني الذي يتضمن بداخله بيئات الخط المباشر وبيئات التعلم النقال.
والشكل التالي يوضح العلاقة بين التعلم النقال وأنواع التعليم الإلكترونية الأخرى.

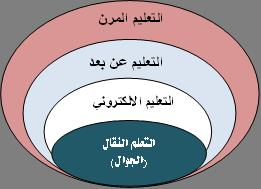
العلاقة بين التعلم النقال وأنواع التعليم الإلكترونية